# تخلخل‌سنجی مایع

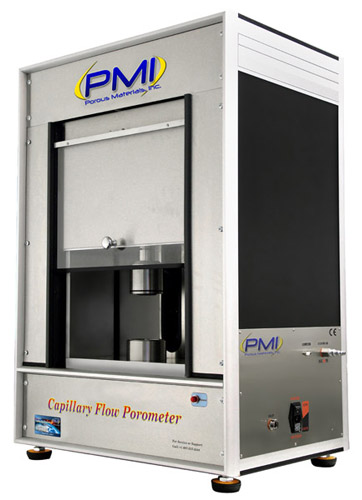
نمایی از دستگاه تعیین تخلخل و توزیع منافذ

تخلخل‌سنجی مایع (به انگلیسی: Liquid Porosimetry) یک روش بررسی تخلخل مواد مانند اندازه تخلخل‌ها، حجم تخلخل در سطح و حجم ماده و چگالی مطلق ماده است.
در این روش از یک مادهٔ غیرترشونده مانند جیوه استفاده می‌شود. این مادهٔ غیرترشونده، با فشار بالا وارد تخلخل می‌شود، و با اندازه‌گیری میزان فشار لازم برای مقابله با کشش سطحی مایع (در اینجا جیوه) و ورود آن به تخلخل می‌توان اندازه تخلخل را محاسبه کرد.
اگر تخلخل را استوانه‌ای شکل در نظر گیریم:
{\displaystyle P_{L}-P_{G}={\frac {4\sigma \cos \theta }{D_{P}}}}
PL = فشار مایع
PG = فشار گاز
σ = کشش سطحی مایع
θ = زاویه تماس مایع-تخلخل
DP = قطر تخلخل
از آنجا که اندازه‌گیری در خلاء انجام می‌شود، فشار گاز صفر است. زاویه تماس جیوه با مواد گوناگون بین ۱۳۵° تا ۱۴۲° است که می‌توان آن را به‌طور میانگین ۱۴۰° در نظر گرفت. کشش سطحی جیوه در ۲۰ °C و خلأ برابر ۴۸۰ میلی‌نیوتون بر متر است. با جایگذاری داریم:
{\displaystyle D_{P}={\frac {213}{P_{L}}}}